# Wiśniowa (Precarpazia)
Wiśniowa è un comune rurale polacco del distretto di Strzyżów, nel voivodato della Precarpazia.
Ricopre una superficie di 83,29 km² e nel 2004 contava 8 480 abitanti.